# Armorial des blasons personnels
Cette page présente les armes (écus et blasonnements) qui n'ont été portées que par une seule personne.
| Écus | Nom de la personne et blasonnement |
| ---- | --- |
|      | André-Louis-Marie Tassin de Nonneville (1775-1834), vicomte de l’Empire. D'argent, au chevron de gueules, sommé d'un croissant du même, et accompagné en chef de deux étoiles d'azur, et en pointe d'un lis de jardin de sable. |
|      | Charles-Philippe Leopold (1775-1843), baron et chevalier de l’Empire. Tiercé en fasce d’azur au lévrier courant d’argent, de gueules chargé du signe des chevaliers légionnaires de l’Empire et d’or à un dragon à cheval le tout de sable et soutenu de sinople. |
|      | Ferdinand de Portugal, seigneur de Serpa (1216-1247), Infant de Portugal, troisième fils du roi Alphonse II et de la reine Urraque de Castille. D’argent au vouivre de sinople, à la bordure componée, d’argent chargé d’un écusson d'azur semé de besants d'argent, et de gueules chargé d’un château d’or ouvert et ajouré d'azur. |
|      | Geoffroy Plantagenêt (1113-1151), comte d'Anjou et du Maine. D'azur, à six (nombre supposé) lionceaux d'or posés 3, 2 et 1. |
|      | Jacques de Molay († 1314) dernier grand-maître des Templiers. Écartelé, au 1 et 4 d'argent à la croix pattée de gueules et au 2 et 3 d'azur à la bande d'or. |
|      | Jacques-François-Laurent Devisme (1749-1830), chevalier d'Empire. Parti le premier d'azur au chevron de gueules accompagné en chef de deux étoiles d'or et en pointe d'un croissant de même ; le deuxième d'azur à la fasce d'or, somé d'une pyramide de gueules maçonnée de sable accostée de deux étoiles d'or accompagnée en pointe d'un mouton passant d'argent tenant une bannière de même sur le penon sur laquelle une croix de sable, champagne de gueules aux insignes des chevaliers et pour livrée les couleurs de l'écu. |
|      | Jean de Coimbra (1431-1457), Infant de Portugal et Prince d'Antioche. Écartelé, au I d'argent, à la croix potencée d'or, cantonnée de quatre croisettes du même (qui est de Jérusalem), au II contre-écartelé au 1 et 4 d'argent aux cinq écussons d'azur disposés en croix, les écussons latéraux couchés, chaque écusson chargé de cinq besants d'argent disposés en sautoir, à la bordure de gueules chargée de neuf châteaux d'or, donjonnés de trois tours, ouverts et ajourés d'azur et chargé des quatre bouts évidents d'une croix fleurdelisé de sinople (qui est de Portugal) et au 2 et 3 contre-écartelé au 1 et 4 d'azur aux trois fleurs de lys d'or (qui est de France) et au 2 et 3 de gueules aux trois léopards d'or, au III d'or au lion de gueules, armé, lampassé et couronné d'azur (qui est d'Arménie) et au IV d'argent au lion de gueules, armé, lampassé et couronné d'or, brochant sur le tout (qui est de Chypre), sur le tout burelé d'argent et d'azur de huit pièces, au lion de gueules, armé, lampassé et couronné d'or, brochant sur le tout (qui est de Lusignan-Chypre). |
|      | Jean-Jacques-Régis de Cambacérès, prince d'Empire et duc de Parme de 1802 à 1814. D'or, au dextrochère de carnation, paré de gueules, retroussé d'hermine, tenant les tables de la loi de sable, le tout accompagné de trois losanges de sable ; au chef d'azur semé d'abeilles d'or, qui est celui des Princes Grands Dignitaires. |
|      | Jules Mazarin (1602-1661). D'azur, au faisceau de licteur d'or lié d'argent, la hache du même, à la fasce de gueules brochant sur le tout chargée de trois étoiles d'or. |
|      | Léon VI de Lusignan (1342-1393), roi d'Arménie. Parti de deux, en 1 d'or au lion de gueules, armé, lampassé et couronné d'azur (qui est d'Arménie), en 2 d'argent, à la croix potencée d'or, cantonnée de quatre croisettes du même (qui est de Jérusalem) et en 3 burelé d'argent et d'azur de huit pièces, au lion de gueules, armé, lampassé et couronné d'or, brochant sur le tout (qui est de Chypre). |
|      | René Lepage de Sainte-Claire (1656-1718), seigneur de Rimouski, Nouvelle-France. D'argent à l'aigle de sable, armée, becquée, languée et éperonnée de gueules. |
|      | Richard d'Angleterre (1209-1272), comte de Cornouailles. D'argent, au lion de gueules armé, lampassé et couronné d'or, et à la bordure de sable besantée aussi d'or. |